# Djéné Diawara
Pour les articles homonymes, voir Diawara.
Djéné Diawara est une joueuse franco-malienne de basket-ball, née le 29 janvier 1988 à Hamdallaye (Mali).
Championne d’Afrique avec le Mali en 2007, elle est élue meilleure joueuse du championnat français en 2015.

## Biographie
« J’ai commencé ma carrière sportive à l’As Mandé de la Commune IV, mais au début je ne prenais pas le basket au sérieux. C’est quand l’As Réal de Bamako m’a recrutée que j’ai pris conscience de l’importance du basketball. Ce qui m’a permis d’accéder en équipe nationale espoir en 2002 à Tunis d’où nous nous sommes classées troisièmes lors de cette compétition. »
En 2005-2006, elle joue avec le Limoges ABC. Avec Charleville, elle remporte la finale 2010 du championnat de Nationale 1, étant récompensée du titre de meilleure joueuse.
Internationale malienne, elle dispute en 2008 les jeux olympiques de Pékin puis le Mondial 2010 avec l'équipe nationale malienne.
Elle reste au club promu en Ligue féminine de basket pour la saison 2010-2011 qu'elle conclut brillamment avec 13,4 points, 9,9 rebonds et 17 d’évaluation par match, soit les rangs de 12e marqueuse, 2e rebondeuse et 3e meilleure évaluation du championnat derrière Mistie Bass, meilleure joueuse étrangère, et Jennifer Humphrey. Elle prolonge son séjour en 2012.
En 2013, elle rejoint Villeneuve-d'Ascq pour des statistiques de 9,6 points à 49,3 % d'adresse aux tirs à deux points, 6,3 rebonds et 1,1 passe décisive de moyenne, contribuant à la qualification du club pour la prochaine Eurocoupe, mais elle n'y passe qu'une saison et rejoint ensuite Arras. La FIBA la considérant comme étrangère en plus des deux Américaines, elle ne peut prendre part aux compétitions européennes avec l'ESBVA.
En 2014-2015, elle est élue meilleure joueuse française de la LFB (16,8 pts et 11,4 rebonds en 35 minutes). Meilleure rebondeuse du championnat, avec 57 % de réussite aux tirs à deux points, elle est l'un des éléments de la réussite d'Arras.
En juin 2015, elle signe avec Nice où elle forme un duo avec Astan Dabo qui a prolongé son contrat d'un an. Elle n'est pas étrangère à la bonne saison du promu niçois avec ses 12,0 points et 9,6 rebonds de moyenne pour 16,1 d'évaluation, mais signe au terme de celle-ci pour Lyon. Elle y réalise de nouveau une belle saison avec notamment un impressionnant 12 points et 25 rebonds le 4 mars face à Nice.
Absente de l'Afrobasket 2015 au Cameroun, elle retrouve l'équipe nationale en 2017.
Après deux saisons à Lyon (la seconde étant perturbée par une blessure avec seulement 5,3 points et 4,8 rebonds pour 6,3 d'évaluation en 17 minutes), elle signe durant l'été 2018 pour les Flammes Carolo où elle avait déjà évolué entre 2009 et 2013. Elle manque la fin de saison 2019 avec les Flammes en raison d'une blessure à la cheville. En août 2019, les Flammes Carolo annoncent le renouvellement de son contrat. Pour l'entraîneur Romuald Yernaux, « c'est quelqu'un que je connais parfaitement. Elle va également nous permettre d'apporter un équilibre dans notre secteur intérieur ».
Après deux saisons dans les Ardennes, elle signe au printemps 2020 pour Villeneuve-d'Ascq. Durant la saison 2021-2022, son début de saison est perturbé par une blessure ce qui contraint le club à engager Christelle Diallo en renfort. En manque de temps de jeu à son retour, Djéné Diawara est libérée et signe en mars 2022 pour Bourges afin de suppléer à l'indisponibilité d'Endy Miyem,.

## Clubs
- 2005-2006 :  Pleyber-Christ Basket Club
- 2006-2008 :  Limoges ABC
- 2008-2009 :  Strasbourg Alsace Basket Club
- 2009-2013 :  Flammes Carolo basket (Charleville-Mézières)
- 2013-2014 :  Entente Sportive Basket de Villeneuve-d'Ascq - Lille Métropole
- 2014-2015 :  Arras Pays d'Artois basket féminin
- 2015-2016 :  Cavigal Nice Basket 06
- 2016-2018 :  Lyon Basket féminin puis Lyon ASVEL féminin
- 2018-2020 :  Flammes Carolo basket
- 2020-2022 :  Entente sportive Basket de Villeneuve-d'Ascq - Lille Métropole
- 2022 :  Tango Bourges Basket

## Palmarès

### En sélection nationale
- Championne d’Afrique en 2007
- Médaillée d’argent à l’Afrobasket 2009
- Médaillée de bronze à l'Afrobasket 2011

### En club
- Championne de France : 2021-22 [19]
- Championne de France NF1 2010
- Challenge Round LFB 2016[20].

## Distinctions individuelles
- Meilleure joueuse du Final Four NF 1 2010
- MVP française de la Ligue féminine de basket 2014-2015